# 俄罗斯联邦人民画家
俄罗斯联邦人民画家（俄语：Народный художник Российской Федерации），简称俄罗斯人民画家，是俄罗斯联邦授予视觉艺术工作者的一个荣誉称号。其地位要高于“俄罗斯联邦功勋画家”荣誉称号。

## 历史
“俄罗斯联邦人民画家”称号由1995年12月30日俄罗斯联邦总统令第1341号设立。命令确立了该称号的授予规范以及胸章样式等内容。命令于1996年4月1日正式生效。目前受2010年9月7日第1099号总统令的规范。
“俄罗斯联邦人民画家”称号最早可以追溯到1943年设立的“俄罗斯苏维埃联邦社会主义共和国功勋画家”称号。1991年苏联解体后，俄罗斯苏维埃联邦社会主义共和国不复存在。在1992年至1996年3月30日的过渡期，俄罗斯联邦政府仍授予该称号，发放的胸章仍维持原来的样式，只是上面刻的字样变更为“俄罗斯联邦人民画家”。

## 授予对象
“俄罗斯联邦人民画家”授予为俄罗斯视觉艺术事业做出突出贡献，并获得广泛公众认可的人士。接受此称号的对象包括绘画、雕塑、平面艺术、宏伟艺术、实用装饰艺术、戏曲艺术、摄影、电影装饰艺术等视觉艺术工作者。通常要在本人获得俄罗斯联邦功勋画家或俄罗斯联邦功勋艺术工作者称号10年后才有资格和机会获得。

## 胸章样式
胸章为椭圆形设计。长轴为40毫米，宽轴为30毫米。正上方刻有俄羅斯聯邦國徽，中央刻有“人民画家”字样。
胸章应佩戴在胸部的右侧。
2010年9月7日之后颁发的胸章镀金。

## 相关称号
- 苏联人民画家：苏联时代的视觉艺术工作者最高荣誉称号。
- 俄罗斯联邦人民艺术家：俄罗斯联邦授予表演艺术工作者的最高荣誉称号。
- 俄罗斯联邦功勋画家：俄罗斯联邦授予美术、平面设计和装饰艺术工作者的荣誉称号。地位要低于“俄罗斯联邦人民画家”荣誉称号。
- 俄罗斯苏维埃联邦社会主义共和国人民画家：苏联时代俄罗斯联邦共和国的荣誉称号，地位低于人民画家。1991年后不再授予。